# Маджид Мохамед
Маджид Мохамед (араб. ماجد محمد, нар. 1 жовтня 1985, Хартум) — катарський футболіст, захисник клубу «Аш-Шамаль».
Виступав, зокрема, за клуб «Аль-Джаїш», а також національну збірну Катару.

## Клубна кар'єра
У дорослому футболі дебютував 2004 року виступами за команду «Аль-Сайлія», в якій того року взяв участь в 11 матчах чемпіонату. 
Згодом з 2005 по 2012 рік поперемінно грав у складі команд «Ас-Садд» та «Аль-Сайлія».
Своєю грою за останню команду привернув увагу представників тренерського штабу клубу «Аль-Джаїш», до складу якого приєднався 2012 року. Відіграв за катарську команду наступні п'ять сезонів своєї ігрової кар'єри.
Протягом 2017—2020 років захищав кольори клубу «Аль-Аглі».
До складу клубу «Аш-Шамаль» приєднався 2020 року. 

## Виступи за збірну
У 2003 році дебютував в офіційних матчах у складі національної збірної Катару.
У складі збірної був учасником кубка Азії з футболу 2004 року у Китаї, кубка Азії з футболу 2015 року в Австралії.

## Титули і досягнення
- Переможець Ліги чемпіонів АФК (1):

«Ас-Садд»: 2011
- Володар Кубка зірок Катару (1):

«Аль-Джаїш»: 2012-13
- Володар Кубка наслідного принца Катару (2):

«Аль-Джаїш»: 2014, 2016